# Пуча
Пуча — река в России, протекает в Республике Марий Эл. Устье реки находится в 46 км от устья Рутки по левому берегу. Длина реки составляет 15 км, площадь водосборного бассейна — 76,6 км².
Исток реки в лесах в 19 км к югу от посёлка Килемары. Река течёт на юго-запад, всё течение проходит по ненаселённому лесу. Приток — Норжевак (правый). Впадает в Рутку выше деревни Три Рутки.

## Данные водного реестра
По данным государственного водного реестра России относится к Верхневолжскому бассейновому округу, водохозяйственный участок реки — Волга от устья реки Ока до Чебоксарского гидроузла (Чебоксарское водохранилище), без рек Сура и Ветлуга, речной подбассейн реки — Волга от впадения Оки до Куйбышевского водохранилища (без бассейна Суры). Речной бассейн реки — (Верхняя) Волга до Куйбышевского водохранилища (без бассейна Оки).
Код объекта в государственном водном реестре — 08010400312110000044065.